# A21 (Italië)
De Autostrada A21 of Autostrada dei Vini is een Italiaanse autosnelweg die de stad Turijn in de regio Piëmont met het stadje Brescia in Lombardije verbindt.
De weg is in 1968 in gebruik genomen en zoals op de meeste autosnelwegen in Italië moet er tol betaald worden.

## A21 Diramazione Fiorenzuola d'Arda
De A21dir is een zijtak van de A21. Het verkeer van Brescia kan de A21dir gebruiken als een snellere weg naar de A1 richting Bologna.